# Microdrassus inaudax
Genre
Espèce
Synonymes
- Drassodes inaudax Simon, 1898

Statut de conservation UICN

 CR B1ab(iii) : 
En danger critique
Microdrassus inaudax, unique représentant du genre Microdrassus, est une espèce d'araignées aranéomorphes de la famille des Gnaphosidae.

## Distribution
Cette espèce est endémique des Seychelles. Elle se rencontre sur Mahé.

## Description
La femelle holotype mesure 3,5 mm.

## Publications originales
- Simon, 1898 : Études arachnologiques. 29e Mémoire. XLVI. Arachnides recueillis en 1895 par M. le Dr A. Brauer (de l'Université de Marburg) aux îles Séchelles. Annales de la Société Entomologique de France, vol. 66, p. 370-388 (texte intégral).
- Dalmas, 1919 : Catalogue des araignées du genre Leptodrassus (Gnaphosidae) d'après les matériaux de la collection E. Simon au Muséum d'Histoire naturelle. Bulletin du Muséum d'Histoire Naturelle, Paris, vol. 1919, p. 243-250 (texte intégral).